# Turkawka żałobna
Turkawka żałobna (Streptopelia lugens) – gatunek średniej wielkości ptaka z rodziny gołębiowatych (Columbidae). Występuje nieregularnie we wschodniej części Afryki oraz w południowo-zachodniej części Półwyspu Arabskiego. Nie jest zagrożony wyginięciem.

## Taksonomia
Po raz pierwszy gatunek opisał Eduard Rüppell w 1837. Holotyp pochodził z Erytrei. Autor nadał nowemu gatunkowi nazwę Columba lugens. Obecnie (2018) Międzynarodowy Komitet Ornitologiczny umieszcza turkawkę żałobną w rodzaju Streptopelia. Uznaje gatunek za monotypowy. Niektórzy autorzy uznawali turkawki żałobną i różowobrzuchą (S. hypopyrrha) za jeden gatunek, jednak gołębie te różnią się upierzeniem.

## Morfologia
Długość ciała wynosi około 28 cm; masa ciała samców: 140–205 g, samic: 120–190 g, osobników o płci nieustalonej: 156,1–299 g. Głowa popielata. Pióra na boku i tyle szyi czarne (w odcieniu węgla). Górną część grzbietu i płaszcz pokrywają pióra popielatobrązowe o jasnoszarych krawędziach. Barkówki oraz wewnętrzne pokrywy skrzydłowe średnie i mniejsze również popielatobrązowe, ale z szerszymi szarymi krawędziami. Na lotkach III rzędu i wewnętrznych pokrywach skrzydłowych większych obecne są kasztanowe krawędzie. Lotki ciemnoszare, czarniawe, z jasnoszarymi krawędziami. Niższa część grzbietu i kuper szarobrązowe, podobnie jak środkowe sterówki. Te zewnętrzne są czarniawe i zakończone szerokimi białymi pasami. Górna część piersi ciemnoszara, dalej w tył spodu ciała barwa piór zmienia się na szaroróżową. Brzuch i pokrywy podogonowe bardziej szare, ciemniejsze. Tęczówka pomarańczowobrązowa, dziób czarny, nogi fioletoworóżowe.

## Zasięg występowania
BirdLife International szacuje zasięg występowania na 3,62 mln km². Na Półwyspie Arabskim obejmuje on południowo-zachodnią Arabię Saudyjską i Jemen. W Afryce turkawki żałobne występują na obszarze od południowo-wschodniego Sudanu, zachodniej i południowo-wschodniej Etiopii, Erytrei i północno-zachodniej Somalii po Ugandę, skąd – nieregularnie – zasięg ciągnie się dalej przez góry Wielkich Rowów Afrykańskich po północne Malawi, wyżyny Kenii i północno-wschodnią Tanzanię.

## Ekologia i zachowanie
Według autorów HBW turkawki żałobne zamieszkują głównie górskie lasy na wysokości 1800–3200 m n.p.m., jednak zakres wybieranych przez nie środowisk jest szerszy: obejmuje również uprawy sosen, piętra subalpejskie, obszary upraw. Na Półwyspie Arabskim turkawki żałobne występują między 1000 a 2800 m n.p.m. W Arabii Saudyjskiej są związane niemal wyłącznie z lasami jałowców. W Erytrei odnotowywane między 250 a 1220 m n.p.m., w Etiopii między 900 a 2730 m n.p.m. Środowiskiem życia turkawek żałobnych w Etiopii są świetliste zadrzewienia, plantacje eukaliptusów, tereny upraw, ogrody, skupiska akacji. Gołębie te żywią się głównie nasionami zbóż, roślin ruderalnych i słoneczników; prócz nich jedzą kłącza, jagody, mięczaki.

### Lęgi
We wschodniej Afryce okres lęgowy trwa od grudnia do czerwca, miejscami do lipca. W Etiopii lęgi stwierdzano cały rok z wyjątkiem lipca i sierpnia. Na Półwyspie Arabskim zniesienia stwierdzano od kwietnia do października, choć widywano młode już tak wcześnie, jak 9 kwietnia. Gniazdo jest platformą z patyków o lichej konstrukcji. Wyściółkę stanowią korzenie i trawy. Gniazdo umieszczone jest 2–7 m nad podłożem. Zniesienie liczy dwa jaja o białej skorupce. Wysiadywanie trwa około 20 dni.

## Status
IUCN uznaje turkawkę żałobną za gatunek najmniejszej troski (LC, Least Concern) nieprzerwanie od 1988 (stan w 2018). BirdLife International uznaje trend liczebności populacji za stabilny.